# Біла Марія (спортсменка)
Марі́я Бі́ла (* 1987) — українська художня гімнастка. Майстер спорту міжнародного класу з художньої гімнастики.

## З життєпису
Народилась 1987 року.
У складі української групи виступала на Олімпійських іграх в Афінах. У груповому багатоборстві українська команда, яку також представляли Олена Дзюбчук, Юлія Чернова, Єлизавета Карабаш, Інга Кожокіна та Оксана Паслась, посіла 9 місце в кваліфікації.
Багаторазова чемпіонка України з художньої гімнастики, бронзова призерка чемпіонату України з чирлідингу 2006 року.